# Riachão (Musiker)

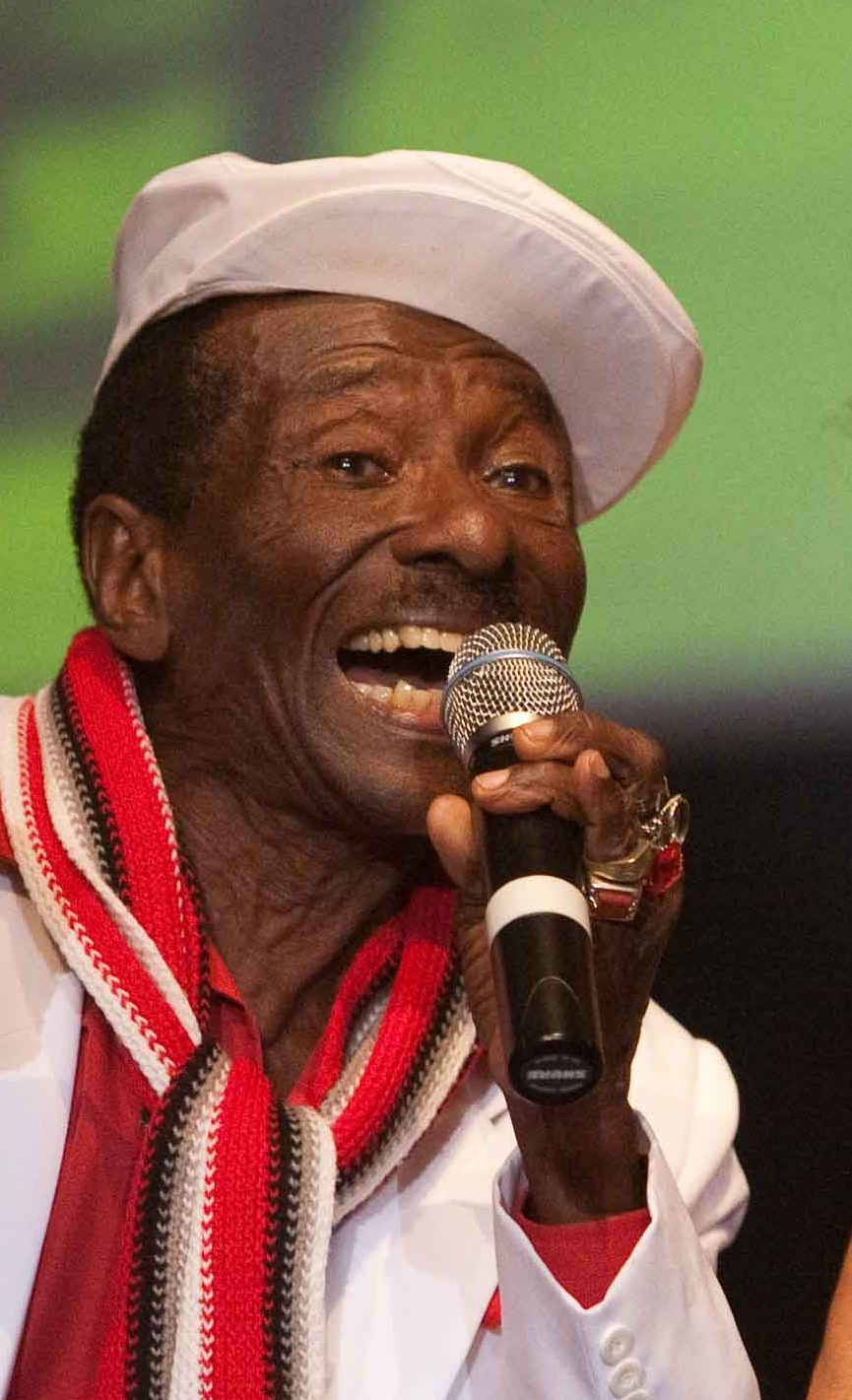
Riachão (2010)

Riachão (* 14. November 1921 in Salvador (Bahia) als Clementino Rodrigues; † 30. März 2020 ebenda) war ein brasilianischer Samba-Musiker und -Komponist. Er zählt neben Batatinha (Oscar da Penha), Walmir Lima, Ederaldo Gentil, Nélson Rufino und Edil Pacheco zu den wichtigsten historischen Samba-Komponisten Bahias.

## Leben
Riachão sang bereits mit 9 Jahren bei „Serenatas“, auf Geburtstagen oder mit Freunden aus seinem Viertel. Er spielte den Sambarhythmus auf mit Wasser gefüllten Dosen. Die erste Komposition machte er mit 12 Jahren, ein Samba ohne Titel, der sagte: „Eu sei que sou moleque, eu sei, conheço o meu proceder/ Deixe o dia raiar que a minha turma, ela é boa para batucar“ (Ich weiß, ich bin ein Bengel, ich weiß, ich kenne meine Art und Weise/ Lass den Tag für meine Freunde anbrechen, sie sind gut beim Musizieren).
National wurde er durch den Rundfunk in den 1940er- und 1950er-Jahren zunächst als Sänger bekannt. Riachãos Lieder wurden durch viele bekannte brasilianische Sänger interpretiert: Jackson do Pandeiro nahm in Rio de Janeiro Meu Patrão, Saia und Judas Traidor auf, Cássia Eller Vá Morar com o Diabo, und Caetano Veloso hatte einen Erfolg mit seinem Song Cada Macaco no seu Galho. Auch wirkte er in den Filmen A Grande Feira (Roberto Pires, 1961) und Os Pastores da Noite (deutsch: Die Hirten der Nacht, Marcel Camus, 1975) mit.

## Filmische Rezeption
Im Jahr 2001 erschien der Dokumentarfilm Samba Riachão des brasilianischen Regisseurs Jorge Alfredo, der über das Leben von Riachão berichtet und anhand seiner Geschichte die Veränderungen des brasilianischen Musikmarktes im 20. Jahrhundert aufzeigt.

## Werkauswahl
- Até amanhã
- Baleia da Sé
- Cada macaco no seu galho
- Fúfú
- Ousado e mosquito
- Pitada de tabaco
- Saia rota

## Diskografie
- 1973: Samba da Bahia (Philips) mit Batatinha und Panela
- 1981: Sonho de Malandro (Tapecar)
- 1998: Batatinha: Diplomacia (EMI Brasil)
- 2000: Humanenochum (Independente)